# Antônio Gaspar
Antônio Gaspar (* 11. November 1931 in São Paulo, Brasilien) ist ein römisch-katholischer Geistlicher und Altbischof von Barretos.

## Leben
Antônio Gaspar empfing am 8. Juli 1962 die Priesterweihe für das Erzbistum São Paulo.
Papst Johannes Paul II. ernannte ihn am 6. Dezember 1982 zum Weihbischof in São Paulo und Titularbischof von Cozyla. Der Erzbischof von São Paulo, Paulo Evaristo Kardinal Arns OFM, spendete ihm am 6. Februar des nächsten Jahres die Bischofsweihe; Mitkonsekratoren waren die Weihbischöfe Francisco Manuel Vieira und José Thurler aus São Paulo.
Am 20. Dezember 2000 wurde er zum Bischof von Barretos ernannt und am 3. März des nächsten Jahres in das Amt eingeführt. Am 9. Januar 2008 nahm Papst Benedikt XVI. sein altersbedingtes Rücktrittsgesuch an.